# Дольницкий, Антон Августинович
Антон Августинович Дольницкий (укр. Антін Августинович Дольницький; 29 января 1853, Корсов, Королевство Галиции и Лодомерии, Австрийская империя — 14 февраля 1953, Вена, Австрия) — украинский литератор, переводчик, юрист, общественный деятель.

## Биография
Антон Дольницкий родился 29 января 1853 года в селе Корсов в семье местного священника Августина Дольницкого (1822—1899).
С 1863 года учился в Бережанской гимназии. В 1871—1875 годах являлся студентом юридического факультета Львовского университета. Принимал активное участие в украинском студенческом движении Галичины. В 1874—1876 годы был соредактором студенческого журнала «Друг», в 1875—1876 годах возглавлял «Академический кружок», привёл к слому русофильских тенденций в нём. Вместе с Иваном Франко, Михаилом Павликом, Иваном Белеем являются вдохновителями кратковременного объединения «Дружеский ростовщик».
С 1875 года работал в судебных органах, с 1910 года — государственный советник Верховного суда в Вене.

## Творчество
На страницах журнала «Друг» помещал собственные литературные произведения (повесть «На потёмки»), переводы, беллетристику, рецензии, эссе (в частности «Язык в галицкой литературе»). В 1880—1884 годах в журнале «Родина» размещал ряд своих статей юридической тематики («Провизоричный почвенный налог почвенный от 1881 года», «Военная такса», «Письмо с Подгорья»). Перепечатывался в изданиях «Русский народный правотарь» (1880—1884).
Автор труда «Воспоминание о молодом Иване Франко», входящего в состав сборника «Воспоминания об Иване Франко» (1981).